# Teruyama Hayato
Teruyama Hayato (sinh ngày 28 tháng 8 năm 2000) là một cầu thủ bóng đá người Nhật Bản.

## Sự nghiệp câu lạc bộ
Teruyama Hayato hiện đang chơi cho Vegalta Sendai.